# Jurijus Veklenko
Jurijus Veklenko (Klaipeda, 6 de julho de 1990), também conhecido apenas como Jurijus, é um cantor lituano. Ficou conhecido internacionalmente ao representar seu país no Festival Eurovisão da Canção 2019.

## Carreira
De descendência ucraniana, Jurijus iniciou sua carreira como cantor em 2010, em seu país, participando do programa Lietuvos talentai, uma versão local da famosa franquia Got Talent. Ele interpretou "You're Beautiful" de James Blunt na semifinal do concurso, e "I'm Yours" de Jason Mraz na final.
Sua primeira tentativa de ingressar no Festival Eurovisão da Canção foi em 2012, quando participou da seletiva nacional, a Eurovizijos atranka, com a canção "Tu ne viena", chegando apenas à semifinal. Em 2013, ele foi cantor de apoio de Andrius Pojavis no concurso.
Já no Festival Eurovisão da Canção 2015, Jurijus atuou como um dos cantores de apoio de Monika Linkytė e Vaidas Baumila, em sua performance da canção "This Time". Junto com os outros cantores de apoio, ele participou de uma inesperada cena de três beijos simultâneos, como parte da performance final.
Em 2017, Veklenko executou o vocal principal com Lolita Zero, em sua apresentação de "Get Frighten", na seletiva nacional lituana para o Eurovision. A apresentação ficou em 4º lugar na final.
Em 2018, Jurijus lançou seu primeiro single oficial "Kartais", alcançando certa notoriedade.

### Eurovision 2019
Em 2019, Jurijus venceu a seletiva nacional de seu país, com a música solo "Run with the Lions". Ele representou a Lituânia no Eurovision Song Contest do mesmo ano, em Tel Aviv, ficando na 11ª colocação da segunda semifinal. Concomitantemente, ele lançou seu primeiro álbum Mano Sapnuose.
Ainda em 2019, o cantor lançou dois novos singles: "Skirtingi Pasauliai", um dueto com a cantora Inga Jankauskaitė, e "Bright Lights". Ele tem, frequentemente, se apresentado em festivais pela Lituânia, com suas músicas mais recentes.

## Discografia

### Álbuns de estúdio
| Título        | Detalhes                                                         |
| ------------- | ---------------------------------------------------------------- |
| Mano Sapnuose | - Lançamento: 13 de maio de 2019 - Formato: Download digital, CD |

### Singles
| Ano  | Título                                        | Álbum         |
| ---- | --------------------------------------------- | ------------- |
| 2018 | "Kartais"                                     | Mano Sapnuose |
| 2019 | "Run with the Lions"                          | Mano Sapnuose |
| 2019 | "Skirtingi Pasauliai" (com Inga Jankauskaitė) | Mano Sapnuose |
| 2019 | "Bright Lights"                               | Randai        |
| 2020 | "Apie Ja"                                     | Randai        |
| 2020 | "Randai"                                      | Randai        |

## Ligações Externas
- Página oficial no Facebook - em lituano
- Página oficial no Instagram